# Die Loreley (Bruch)
Die Loreley op. 16 ist eine Oper von Max Bruch. Bei der Oper handelt es sich um eine Bearbeitung der Loreley-Sage.

## Entstehung
Bruchs Oper beruht auf einem Libretto des Lyrikers Emanuel Geibel. Dieses war ursprünglich für Felix Mendelssohn Bartholdy gedacht, der sich jedoch trotz mehrerer Änderungen durch Geibel zwischen 1845 und 1847 unzufrieden mit dem Text zeigte. Mit Mendelssohns Tod im Jahr 1847 hatte sich das Projekt endgültig erübrigt; Mendelssohn hinterließ lediglich drei Fragmente.
In den folgenden 13 Jahren trafen Anfragen von zahlreichen Komponisten ein, die Loreley vertonen zu dürfen, die Geibel jedoch allesamt ablehnte. Im Herbst 1860 ließ er das Libretto schließlich veröffentlichen. Der begeisterte Bruch schrieb trotz eines Urheberrechtsvermerks im Buch, der eine Vertonung verbot, sofort eine Oper zum Text. Bruch reagierte erschüttert, als im Dezember 1860 seine nachträgliche Anfrage, den Text vertonen zu dürfen, von Geibel abgelehnt wurde. Mendelssohns Bruder Paul sah sich nicht im Stande, Bruch zu helfen.
Die Situation änderte sich schließlich im Januar 1862, als Bruch von Graf Ludwig von Stainlein nach München eingeladen wurde. Dort organisierte der Graf ein Treffen zwischen Bruch und Geibel, in dessen Rahmen Bruch Passagen aus seiner Vertonung vorspielte. Am 25. Januar 1862 bekam Bruch die mündliche Erlaubnis zur Vertonung der Loreley, die schriftliche Bestätigung folgte am 1. Mai.
Die Oper wurde am 14. Juni 1863 in Mannheim uraufgeführt.

## Handlung

### Erster Akt
Graf Otto trifft zufällig das Bauernmädchen Lenore und verliebt sich in sie. Es ist jedoch der Vorabend seiner Hochzeit mit Bertha, Gräfin von Stahleck. Er trifft sich jedoch weiterhin mit Lenore und verheimlicht seine Identität sowie die bevorstehende Hochzeit. Lenore wird ausgewählt, dem Brautpaar den rituellen Becher Wein zu reichen. Als sie auf der Hochzeit Otto wiedererkennt und ihn zur Rede stellt,  verleugnet er sie; Lenore fällt in Ohnmacht.

### Zweiter Akt
Die erschütterte Lenore beschwört die Rheingeister und verspricht ihre Schönheit sowie die Fähigkeit zu lieben für eine Sinnlichkeit, die im Stande ist, einen Mann zu betören und in den Tod zu treiben.

### Dritter Akt
Auf dem Hochzeitsfest singt Barde Reinhard eine Ballade, deren versteckte Andeutungen Graf Otto zunehmend beunruhigen. Lenore erscheint und betört Graf Otto derart mit ihrem Gesang, dass er alle Versammelten zum Streit um Lenores Hand herausfordert. Berthas Onkel, der Erzbischof von Mainz, erscheint und verdammt Lenore als Hexe und setzt ein geistliches Gericht an. Bertha denkt angesichts der Vorkommnisse an Selbstmord. Durch ihre neugewonnene Wirkung auf Männer erreicht Lenore einen Freispruch.
Trotz allen Flehens wird Bertha von Graf Otto verflucht und zu Boden geworfen, Otto vom Erzbischof daraufhin exkommuniziert.

### Vierter Akt
Lenores Vater, der Fährmann Hubert, betrauert seinen Frohmut, den er nach allem, was geschehen ist, verloren hat. Er besucht Berthas Begräbnis, die an gebrochenem Herzen gestorben ist. Otto, inzwischen voller Scham, erweist ihr aus der Ferne die letzte Ehre. Trotzdem hat er nur noch Lenore im Kopf und will sie für sich gewinnen. Seine Bemühungen bringen sie fast dazu, ihm zu vergeben, doch kann auch sie das drohende Schicksal nicht abwenden. Er stürzt sich in den Fluss, wo die Rheingeister ihren Anspruch auf ihn anmelden; Lenore selbst ist unwiderruflich mit dem Geist des Rheines vermählt.

## Orchester
Die Orchesterbesetzung der Oper enthält die folgenden Instrumente:
- Holzbläser: zwei Flöten, zwei Oboen, zwei Klarinetten, zwei Fagotte
- Blechbläser: vier Hörner, drei Trompeten, Altposaune, Tenorposaune, Bassposaune, Basstuba
- Pauken, große Trommel
- Orgel
- Harfe
- Streicher
- Bühnenmusik: drei Trompeten, Glocken

## Wirkung
Die Oper wurde bei Uraufführung gut aufgenommen und während der Spielzeit noch dreimal sowie in den beiden folgenden Spielzeiten in Mannheim jeweils zweimal gespielt. Bedeutende Musiker wie Clara Schumann, Anton Rubinstein und Hermann Levi besuchten die Uraufführung. Neben weiteren deutschen Städten wie Hamburg, Leipzig und Köln lief die Oper im Ausland auch in Rotterdam und Prag.
Im Jahr 1887 wurde Die Loreley in Leipzig von Max Staegemann in veränderter Form aufgeführt, indem er – mit Bruchs Einwilligung – einzelne Szene und auch ganze Akte umstellte oder strich. Diese Änderungen sollten wahrscheinlich eher den Schwächen von Giebels Text abhelfen. Die Aufführungen der Oper in dieser Form fanden unter Leitung des Kapellmeisters Gustav Mahler statt. Zu weiteren Aufführungen in dieser Fassung kam es auch in Breslau, Kassel und Köln.
Im Jahr 1916 bekam Die Loreley mit Hans Pfitzner einen unerwarteten Befürworter, der die Oper schon seit seiner Kindheit schätzte und sie nun als Musikdirektor des Opernhauses in Straßburg auf den Spielplan setzte. Bruch verachtete zwar Pfitzners Musik wie jene von Richard Strauss und Max Reger, befürwortete aber eine erneute Aufführung der Oper, allerdings nur in der Originalfassung; Bruch bereute inzwischen, die Zustimmung zu Staegemanns Änderungen gegeben zu haben. Nach der Premiere der Oper am 26. März 1916 und fünf weiteren Aufführungen wurde es wieder still um das Werk. Für Bruch hatte Pfitzners Eintreten für die Oper dennoch eine wohltuende Wirkung.
Zu Bruchs hundertsten Geburtstag im Jahr 1938 wurden Teile der Oper unter Pfitzners Leitung im Rundfunk übertragen. Im Jahr 1984 inszenierten die Vereinigten Bühnen von Oberhausen und Remscheid eine Aufführung. Die britische Premiere der Oper fand im Februar 1986 durch die Londoner University College Opera und dem Dirigenten Christopher Fifield am Bloomsbury Theater in London statt.